# Cinetus iridipennis
Cinetus iridipennis is een vliesvleugelig insect uit de familie van de Diapriidae. De wetenschappelijke naam van de soort werd voor het eerst geldig gepubliceerd in 1825 door Amédée Louis Michel le Peletier en Jean Guillaume Audinet-Serville.